# Walter Zeller
Walter Zeller (Ebersberg, 11 september 1927 - 4 februari 1995) was een Duits motorcoureur. Hij geldt samen met Schorsch Meier als een van de weinige coureurs die de naoorlogse BMW 500 cc-injectie racers volledig beheerste. Hij werd tweede in het wereldkampioenschap van 1956. Dat was in 2012 nog de beste klassering van een Duitse coureur in de 500 cc klasse. 

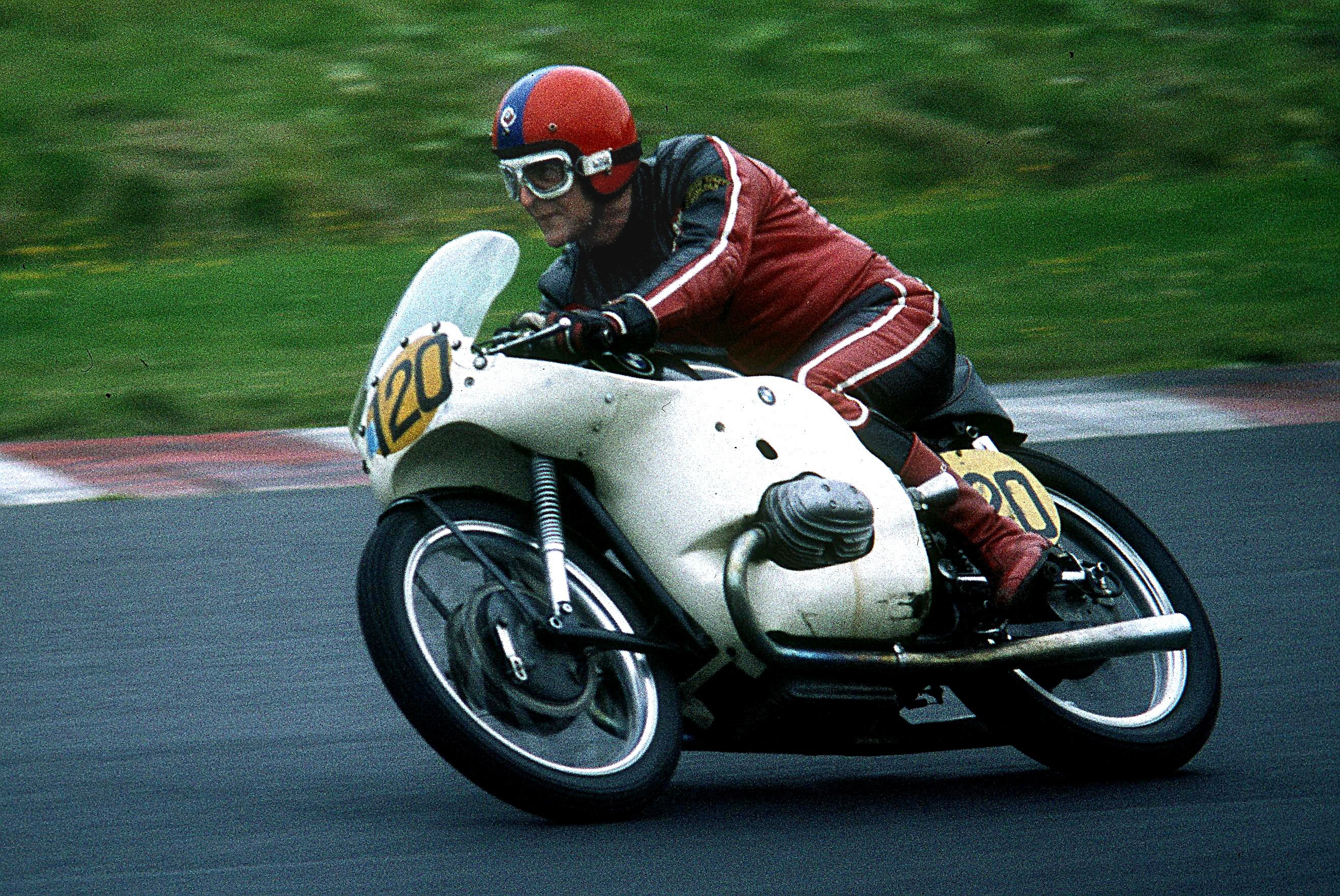
Walter Zeller tijdens een classic race op de Nürburgring in 1979

## Privéleven
Walter Zeller werd in 1927 geboren als vierde kind van Alfred en Anna Zeller. Hij bezocht de Realschule en werd daarna leerling in het bedrijf van zijn vader. Vanaf 1946 ging hij naar een technische school in München. Door de dood van zijn broer Kurt in 1957 moest Walter Zeller zijn racecarrière opgeven om de leiding van het familiebedrijf, de staalfabriek "Annahütte" in Ainring, op zich te nemen. Hij leidde het bedrijf tot 1975. Daarna nam hij regelmatig deel aan classic races en demonstratiewedstrijden, begeleid door Gustl Lachermeier, zijn vroegere monteur, en Rudi Mannetstetter. Walter Zeller overleed op 4 februari 1995 op 67-jarige leeftijd na hartfalen.

## Racecarrière
Walter Zeller begon zijn racecarrière in 1947 met een BMW. In 1948 haalde hij al zijn eerste overwinningen. In 1949 kreeg hij zijn internationale licentie en hij werd meteen tweede in het Duitse 500cc-kampioenschap. In 1950 eindigde hij als derde en in 1951 werd hij Duits kampioen. In dat jaar won hij in elk geval een internationale race op de Grenzlandring in de buurt van Wegberg en de Eilenriederennen in Hannover. 

### Wereldkampioenschap wegrace

#### 1953
In het seizoen 1953 startte Zeller in een aantal wedstrijden van het wereldkampioenschap wegrace. In de Senior TT op het eiland Man viel hij uit, in de TT van Assen werd hij zevende. Hij won de Grand Prix van Duitsland op de Schottenring, maar die wedstrijd werd geboycot door de meeste coureurs en telde niet mee voor het wereldkampioenschap. Daarna werd hij achtste in de Grand Prix van Zwitserland op het stratencircuit van Bremgarten en viel hij uit in de Grand Prix des Nations op Monza. Hij bleef aldus ondanks de overwinning in zijn thuisrace puntloos. In 1954 werd de Grand Prix van Duitsland op de Solitudering verreden, maar Walter Zeller viel in die wedstrijd uit. In Monza werd hij slechts dertiende. Hij werd opnieuw 500 cc kampioen van Duitsland. In 1955 reed hij slechts één WK-wedstrijd, opnieuw de Duitse Grand Prix, ditmaal op de Nürburgring. Hij werd tweede achter Geoff Duke, die een Gilera 500 4C reed. Ook nu werd hij weer Duits kampioen in de 500 cc klasse. In 1956 hadden alle Britse merken hun fabrieksteams uit het wereldkampioenschap teruggetrokken en Gilera was voor de eerste wedstrijden van het seizoen gediskwalificeerd. Daardoor kwamen er meer kansen voor BMW. John Surtees had met zijn MV Agusta 500 4C aan de eerste drie wedstrijden (Man, Assen en België) genoeg om wereldkampioen te worden. Zeller werd vierde op Man, tweede in Assen en Spa-Francorchamps, viel uit op de Solitudering en in de Ulster Grand Prix en werd zesde in Monza. Daardoor werd hij vice-wereldkampioen in 1956. Omdat 1957 voor Gilera weer een volledig seizoen was, konden Libero Liberati en Bob McIntyre één en twee worden. Surtees werd met de  MV Agusta. Ook de privé Norton Manx van Jack Brett was soms sneller dan de BMW van Zeller. Walter Zeller pakte twee derde plaatsen (in Duitsland op de Hockenheimring en in Assen) en viel twee keer uit (op Man en Spa-Francorchamps). Dat waren zijn enige vier starts en hij werd slechts zesde in het kampioenschap. Op Man was hij tijdens de eerste trainingen door gesmolten asfalt gevallen bij Laurel Bank, maar na de woensdagavondtraining stond hij op de eerste plaats. In de wedstrijd zelf viel hij in de vierde ronde uit door ontstekingsproblemen bij Ramsey. Het jaar 1957 was het laatste jaar van de racecarrière van Walter Zeller, maar ook het laatste jaar dat BMW officiële fabrieksrijders en fabrieksracers inzette.

## Endurocarrière
In 1952 werd het Duitse team met Walter Zeller, Schorsch Meier en Hans Roth met BMW R 67's tweede in de Zilveren Vaas wedstrijd van de International Six Days Enduro. In 1953 werd Zeller derde in de Trophy van de ISDE met Schorsch Meier (BMW R 67), Ullrich Pohl (Maico 175), Hans Roth (BMW R 67) en Karl-Ludwig Westphal (Maico 175).

## Herinneringswedstrijd
Als herinnering aan Walter Zeller organiseert de "Oldtimerclub Feldkirchen e. V" in Feldkirchen, een woonwijk van Ainring, om de twee jaar in juli de "Walter-Zeller-Gedächtnis-Rallye". Na de rally vindt ook een oldtimertreffen plaats.

## Wereldkampioenschap wegrace resultaten
| Jaar | Klasse | Team  | Motorfiets | 1     | 2       | 3     | 4       | 5       | 6     | 7     | 8       | 9     | Punten | Plaats | Overwinningen | Wereldkampioen                 |
| ---- | ------ | ----- | ---------- | ----- | ------- | ----- | ------- | ------- | ----- | ----- | ------- | ----- | ------ | ------ | ------------- | ------------------------------ |
| 1953 | 500 cc | BMW   | RS 53      | IOM - | NED 7   | BEL - |         | FRA -   | ULS - | ZWI 8 | NAT DNF | SPA - | 0      | -      | 0             | Geoff Duke, Gilera 500 4C      |
| 1954 | 500 cc | BMW   | RS 54      | FRA - | IOM -   | ULS - | BEL -   | NED -   | DUI - | ZWI - | NAT 13  | SPA - | 0      | -      | 0             | Geoff Duke, Gilera 500 4C      |
| 1955 | 500 cc | BMW   | RS 54      | SPA - | FRA -   | IOM - | DUI 2   | BEL -   | NED - | ULS - | NAT -   |       | 6      | 7e     | 0             | Geoff Duke, Gilera 500 4C      |
| 1956 | 500 cc | BMW   | RS 54      | IOM 4 | NED 2   | BEL 2 | DUI DNF | ULS DNF | NAT 6 |       |         |       | 16     | 2e     | 0             | John Surtees, MV Agusta 500 4C |
| 1957 | 500 cc | Privé | RS 54      | DUI 3 | IOM DNF | NED 3 | BEL DNF | ULS -   | NAT - |       |         |       | 8      | 6e     | 0             | Libero Liberati, Gilera 500 4C |